# 岐阜県畜産研究所
岐阜県畜産研究所（ぎふけんちくさんけんきゅうじょ）とは、岐阜県高山市にある、岐阜県が設置する公設試験研究機関である。

## 概要
- 岐阜県の畜産業の総合的な研究開発の拠点である。安全安心健康な畜産物の提供と県内畜産ブランド産品の振興を最重点課題としている。
- 飛騨牛研究部、酪農研究部、養豚・養鶏研究部の3つの研究部がある。

## 研究部

### 飛騨牛研究部
- 本所と同じ高山市清見町牧ヶ洞4393-1にある研究施設。総面積は494,500㎡。岐阜県畜産研究所飛騨牛研究部を参照。

### 酪農研究部
- 恵那市山岡町久保原1975-615にある酪農に関する研究施設。総面積は267,000㎡あり、敷地内には続ぎふ百山の一つである夕立山がある。
- 乳用牛（ホルスタイン）の育種、改良、試験研究などを行っている。

### 養豚・養鶏研究部
- 関市迫間2672-1にある養豚、養鶏に関する研究施設。
- 養豚に関しては、岐阜県のブランド豚（飛騨けんとん・美濃けんとん・瑞浪ボーボポーク、美濃ヘルシーポークなど）の種豚育種、改良、試験研究などの他、養豚生産技術や畜産環境対策についての情報提供、相談、支援を行っている。
- 養鶏に関しては、岐阜地鶏、奥美濃古地鶏（肉用・卵用）、ロードアイランドレッド（卵用）の品種改良、試験研究などを行っている。
- 2014年（平成26年）に養豚研究部（美濃加茂市前平町3丁目8）と養鶏研究部（関市迫間2672-1）を統合して発足。美濃加茂市の施設が養豚・養鶏研究部の本部、関市の施設が養豚・養鶏研究部関試験地となったが、畜産研究所養豚・養鶏研究部再編整備事業により2021年（令和3年）8月に養豚・養鶏研究部関試験地に事務研究棟が完成し移転[1]。その後、大規模豚舎、小規模豚舎、鶏舎、環境施設などが整備され、2025年（令和7年）に全ての施設が関市に移転した。

## 沿革
岐阜県畜産研究所は岐阜県肉用牛試験場、岐阜県養鶏試験場、岐阜県畜産試験場を2000年（平成12年）に統合したものである。
- 1908年（明治41年） - 郡上郡上保村（現・郡上市）に岐阜県種畜場を設立。
- 1920年（大正9年） - 稲葉郡加納町（現・岐阜市）に岐阜県種畜分場を設置。
- 1931年（昭和6年） - 大野郡清見村（現・高山市）に岐阜県種畜場飛騨分場、山県郡高富町（現・山県市）に岐阜県種畜場高富分場を設置。
- 1937年（昭和12年） - 岐阜県種畜場を岐阜県種畜場飛騨分場に移転。飛騨分場を本場とし、白鳥町の施設を廃止。
- 1957年（昭和32年） - 岐阜県種畜場高富分場を岐阜市鷺山に移転。同時に岐阜県種鶏場に改称。
- 1963年（昭和38年） - 美濃加茂市に岐阜県畜産センターを設置。
- 1965年（昭和40年） - 岐阜県種鶏場を関市に移転。
- 1967年（昭和42年） - 岐阜県畜産センターを岐阜県畜産試験場に改称。
- 1973年（昭和48年） - 恵那郡山岡町（現・恵那市）に岐阜県畜産試験場酪農試験地科を設置。
- 1982年（昭和57年） - 岐阜県畜産試験場酪農試験地科を岐阜県畜産試験場酪農部に改称。
- 1986年（昭和61年） - 岐阜県種畜場を岐阜県肉用牛試験場、岐阜県種鶏場を岐阜県養鶏試験場に改称。
- 2000年（平成12年） - 岐阜県畜産試験場、岐阜県肉用牛試験場、岐阜県養鶏試験場を統合し、岐阜県畜産研究所を設立。本所は大野郡清見村に設置し、飛騨牛研究部（旧・岐阜県肉用牛試験場）、酪農研究部（旧・岐阜県畜産試験場酪農部）、養豚研究部（旧・岐阜県畜産試験場）、養鶏研究部（旧・岐阜県養鶏試験場）の4部体制とする。
- 2014年（平成26年） - 養豚研究部に養鶏研究部が統合し、養豚・養鶏研究部を設置。旧・養鶏研究部を養豚・養鶏研究部関試験地に改称。
- 2021年（令和3年） - 養豚・養鶏研究部の事務研究棟が関市迫間（養豚・養鶏研究部関試験地）に新築し、移転。
- 2025年（令和7年） - 養豚・養鶏研究部が関市迫間に全面移転。

## 交通アクセス

### 岐阜県畜産研究所・岐阜県畜産研究所飛騨牛研究部
- 中部縦貫自動車道高山西ICより車で約5分。

### 岐阜県畜産研究所酪農研究部
- 中央自動車道恵那ICより車で約25分。

### 岐阜県畜産研究所養豚・養鶏研究部
- 東海北陸自動車道関ICより車で約5分。